# Fabio Cannavaro
Fabio Cannavaro (13. září 1973, Neapol, Itálie) je italský fotbalový trenér a bývalý fotbalový obránce.
V celkem 79 ze 136 utkání vedl reprezentaci jako kapitán a na MS 2006 zvedl nad hlavou vítěznou trofej. Stal se vítězem ankety o Zlatý míč v roce 2006 a stal se tak pátým italským fotbalistou, co anketu vyhrál. Také se stal Fotbalistou roku (FIFA) (2006). V roce 2014 vstoupil do Italské fotbalové síně slávy.
Byl vyšetřován kvůli krácení daní.
Jeho bratr Paolo Cannavaro je taktéž fotbalista.
Roku 2017 se znovu stal trenérem čínského týmu Kuang-čou Evergrande, který už v letech 2014 až 2015 jednou vedl.

## Přestupy
- Neapol – Parma za 6 700 000 Euro
- Parma – Inter za 23 000 000 Euro
- Inter – Juventus za 10 000 000 Euro
- Juventus – Real Madrid za 7 000 000 Euro
- Real Madrid – Juventus zadarmo

## Hráčská kariéra

### Klubová

#### Neapol a Parma
V mládežnickém sektoru Neapole hrál nejprve jako záložník až poté byl zařazen na post obránce. V nejvyšší lize debutoval ve věku 19 let 7. března 1993 proti Juventusu (3:4). V následující sezoně jej trenér Marcello Lippi využíval častěji ve dvojici s Ferrarou v roli středního obránce. V sezoně 1994/95 odehrál první zápasy v evropských pohárech.
Po sezoně 1994/95 byl velmi žádaný. Jelikož Neapol potřebovala peníze, aby mohla stabilizovat klub, tak jej za 13 miliard lir prodala do Parmy. V Parmě vytvořil s brankářem Buffonem a s obráncem Thuramem silnou trojku zadních řad sestavy klubu. V klubu působil sedm let a za tuhle dobu s ní vyhrál dva italské poháry (1998/99, 2001/02) a jeden italský superpohár (1999). Také vyhrál jeden evropský pohár a to Pohár UEFA (1998/99). Jen v nejvyšší lize dokázal dostat nejvýše na 2. místo v sezoně 1996/97, dva body za mistrem. Za klub odehrál celkem 291 utkání a vstřelil 5 branek.

#### Inter a Juventus
V létě roku 2002 o něj stály oba Milánské kluby. Nakonec přestupovou přetahovanou vyhrál Inter a Milán nakonec koupil Nestu. Přestupoval za 23 milionů Euro a trenér Héctor Cúper jej nasazoval na pravý okraj obrany. Při své první sezoně u Nerazzurri obsadil opět 2. místo lize a v LM došel do semifinále. V následující sezoně byl trenér Cúper nahrazen Zaccheronim a pod ním již hrál ve středu obrany. Po neúspěšné sezoně (4. místo v lize) se dostal do rozporu z vedením klubu a nakonec byl prodán.
Koupil jej Juventus za 10 000 000 Euro + brankář Fabián Carini. U Bianconeri strávil dvě sezony a vyhrál s ní dva tituly v lize, jenže kvůli korupci byli Juventusu oba tituly odebrány. A tak za dvouleté působení u Bianconeri nezískal žádné vítězství. Po korupčním skandálu musel klub opustit nejvyšší ligu a hrát druhou ligu. To ji Fabio hrát nechtěl a tak se rozhodl starou dámu opustit.

#### Real Madrid
Dne 19. července 2006 přestoupil za 7 milionů Euro do španělského klubu Real Madrid. Rozhodl se nosit dres s číslem 5, které uvolnil Zinédine Zidane. Během sezony byl oceněn Zlatým míčem a také se stal fotbalistou roku 2006. S klubem získal v sezonách 2006/07, 2007/08 tituly, jenže výhra v LM, kvůli niž přišel, mu nebyla souzena. Ve třech sezonách vždy vypadl hned v osmifinále. Poslední sezonu za Blancos odehrál 2008/09 a poté se vrátil do Itálie.

#### Juventus a Al-Ahli
Po vypršení smlouvy se rozhodl vrátit do Juventusu. Na začátku sezony měl pozitivní test kvůli užívání kortizonu, nezbytné k prevenci anafylaktického šoku v důsledku vosího bodnutí. Nakonec byl omilostněn. Samotná sezona byla neúspěšná. Klub musel během sezony vyměnit trenéra. Ferrara byl nahrazen Zaccheronim, ale ten jej dovedl jen na 7. místo v lize. Po sezoně s ním klub neprodloužil smlouvu a nechal jej odejít.
Nakonec 2. června 2010 podepsal smlouvu s emirátským klubem Al-Ahli na dvě sezony. Jenže kvůli problémům s kolenem se rozhodl po jedné sezoně ukončit fotbalovou kariéru. Po dohodě s majiteli klubu Emirate se rozhodl tři roky zastávat role klubového ambasadora a strategického poradce.

### Reprezentační

#### Juniorská
V letech 1994 až 1996 hrál za reprezentaci do 21 let. Pod vedením trenéra Maldiniho nastoupil do 21 utkání. První utkání odehrál na ME U21 1994, 9. března 1994 proti ČSFR U21 (3:0). Na turnaji odehrál čtyři utkání a získal zlatou medaili. V roce 1996 zlatou medaili obhájil. Celkem odehrál 21 utkání.

#### Seniorská
Za seniorskou reprezentaci nastupoval v letech 1997 až 2010. Za tuhle dobu odehrál 136 utkání a vstřelil dvě branky. První zápas odehrál 22. ledna 1997 proti Severním Irsku (2:0).
Na Mistrovství světa ve fotbale 2006 v Německu získal s italskou reprezentací, v níž byl kapitánem týmu, titul mistrů světa.
Na Mistrovství světa ve fotbale 2010 v JAR nepostoupil s týmem ze základní skupiny (Itálie skončila se 2 body na posledním čtvrtém místě za Paraguayí, Slovenskem a Novým Zélandem) a ukončil reprezentační kariéru.
Za italský národní tým odehrál v letech 1997–2010 celkem 136 zápasů a vstřelil 2 góly.

## Hráčská statistika

### Klubová
| Sezóna                | Klub                  | Liga                  | Liga   | Liga | Ligové poháry | Ligové poháry | Ligové poháry | Kontinentální poháry | Kontinentální poháry | Kontinentální poháry | Celkem | Celkem |
| Sezóna                | Klub                  | Soutěž                | Zápasy | Góly | Soutěž        | Zápasy        | Góly          | Soutěž               | Zápasy               | Góly                 | Zápasy | Góly   |
| --------------------- | --------------------- | --------------------- | ------ | ---- | ------------- | ------------- | ------------- | -------------------- | -------------------- | -------------------- | ------ | ------ |
| 1992/93               | Neapol                | Serie A               | 2      | 0    | IP            | 1             | 0             | -                    | 0                    | 0                    | 3      | 0      |
| 1993/94               | Neapol                | Serie A               | 27     | 0    | IP            | 2             | 0             | -                    | 0                    | 0                    | 29     | 0      |
| 1994/95               | Neapol                | Serie A               | 29     | 1    | IP            | 4             | 1             | PU                   | 3                    | 0                    | 36     | 1      |
| Celkem za Neapol      | Celkem za Neapol      | Celkem za Neapol      | 58     | 1    | -             | 7             | 0             | -                    | 3                    | 0                    | 68     | 1      |
| 1995/96               | Parma                 | Serie A               | 29     | 1    | IP+IS         | 0+1           | 0             | PVP                  | 6                    | 0                    | 31     | 1      |
| 1996/97               | Parma                 | Serie A               | 27     | 0    | IP            | 1             | 0             | PU                   | 2                    | 0                    | 30     | 0      |
| 1997/98               | Parma                 | Serie A               | 31     | 0    | IP            | 6             | 0             | LM                   | 7                    | 0                    | 44     | 0      |
| 1998/99               | Parma                 | Serie A               | 30     | 1    | IP            | 7             | 0             | PU                   | 8                    | 0                    | 45     | 1      |
| 1999/00               | Parma                 | Serie A               | 31+1   | 2    | IP+IS         | 3+1           | 0             | LM+PU                | 1+8                  | 0+1                  | 45     | 3      |
| 2000/01               | Parma                 | Serie A               | 33     | 0    | IP            | 7             | 0             | PU                   | 6                    | 0                    | 46     | 0      |
| 2001/02               | Parma                 | Serie A               | 31     | 0    | IP            | 5             | 0             | LM+PU                | 2+7                  | 0                    | 45     | 0      |
| Celkem za Parmu       | Celkem za Parmu       | Celkem za Parmu       | 213    | 4    | -             | 31            | 0             | -                    | 47                   | 1                    | 291    | 5      |
| 2002/03               | Inter                 | Serie A               | 28     | 0    | IP            | 0             | 0             | LM                   | 12                   | 1                    | 40     | 1      |
| 2003/04               | Inter                 | Serie A               | 22     | 2    | IP            | 3             | 0             | LM                   | 9                    | 0                    | 34     | 2      |
| Celkem za Inter       | Celkem za Inter       | Celkem za Inter       | 50     | 2    | -             | 3             | 0             | -                    | 21                   | 1                    | 74     | 3      |
| 2004/05               | Juventus              | Serie A               | 38     | 2    | IP            | 0             | 0             | LM                   | 9                    | 1                    | 47     | 3      |
| 2005/06               | Juventus              | Serie A               | 36     | 4    | IP+IS         | 2+1           | 0             | LM                   | 9                    | 0                    | 48     | 4      |
| 2006/07               | Real Madrid           | Primera División      | 32     | 0    | ŠP            | 1             | 0             | LM                   | 6                    | 0                    | 39     | 0      |
| 2007/08               | Real Madrid           | Primera División      | 33     | 0    | ŠP+ŠS         | 1+2           | 0+1           | LM                   | 6                    | 0                    | 42     | 1      |
| 2008/09               | Real Madrid           | Primera División      | 29     | 0    | ŠP            | 1             | 0             | LM                   | 7                    | 0                    | 37     | 0      |
| Celkem za Real Madrid | Celkem za Real Madrid | Celkem za Real Madrid | 94     | 0    | -             | 5             | 1             | -                    | 19                   | 0                    | 118    | 1      |
| 2009/10               | Juventus              | Serie A               | 27     | 0    | IP            | 1             | 0             | LM+EL                | 3+2                  | 0                    | 33     | 0      |
| Celkem za Juventus    | Celkem za Juventus    | Celkem za Juventus    | 101    | 6    | -             | 4             | 0             | -                    | 23                   | 1                    | 128    | 7      |
| 2010/11               | Al-Ahli               | UAE League            | 16     | 2    | -             | 0             | 0             | -                    | 0                    | 0                    | 16     | 2      |
| Celkově               | Celkově               | Celkově               | 532    | 15   | -             | 50            | 1             | -                    | 113                  | 3                    | 695    | 19     |

### Reprezentační

#### Statistika na velkých turnajích
| Reprezentace | Rok     | Zápasy             | Zápasy | Zápasy      | Zápasy           | Zápasy           | Zápasy            |
| Reprezentace | Rok     | Fáze turnaje       | Datum  | Soupeř      | Odehraných minut | Vstřelené branky | Výsledek          |
| ------------ | ------- | ------------------ | ------ | ----------- | ---------------- | ---------------- | ----------------- |
| Itálie       | OH 1996 | 1 zápas ve skupině | 21. 7. | Mexiko      | 90               | 0                | 0:1               |
| Itálie       | OH 1996 | 2 zápas ve skupině | 23. 7. | Ghana       | 90               | 0                | 2:3               |
| Itálie       | OH 1996 | 3 zápas ve skupině | 25. 7. | Jižní Korea | 89               | 0                | 2:1               |
| Itálie       | MS 1998 | 1 zápas ve skupině | 11. 6. | Chile       | 90               | 0                | 2:2               |
| Itálie       | MS 1998 | 2 zápas ve skupině | 17. 6. | Kamerun     | 90               | 0                | 3:0               |
| Itálie       | MS 1998 | 3 zápas ve skupině | 23. 6. | Rakousko    | 90               | 0                | 2:1               |
| Itálie       | MS 1998 | Osmifinále         | 27. 6. | Norsko      | 90               | 0                | 1:0               |
| Itálie       | MS 1998 | Čtvrtfinále        | 3. 7.  | Francie     | 120              | 0                | 3:4 na (pen.)     |
| Itálie       | ME 2000 | 1 zápas ve skupině | 11. 6. | Turecko     | 90               | 0                | 2:1               |
| Itálie       | ME 2000 | 2 zápas ve skupině | 14. 6. | Belgie      | 90               | 0                | 2:0               |
| Itálie       | ME 2000 | 3 zápas ve skupině | 19. 6. | Švédsko     | 45               | 0                | 2:1               |
| Itálie       | ME 2000 | Čtvrtfinále        | 24. 6. | Rumunsko    | 90               | 0                | 2:0               |
| Itálie       | ME 2000 | Semifinále         | 29. 6. | Nizozemsko  | 120              | 0                | 3:1 na (pen.)     |
| Itálie       | ME 2000 | Finále             | 2. 7.  | Francie     | 103              | 0                | 1:2 v (prodl.)    |
| Itálie       | MS 2002 | 1 zápas ve skupině | 3. 6.  | Ekvádor     | 90               | 0                | 2:0               |
| Itálie       | MS 2002 | 2 zápas ve skupině | 8. 6.  | Chorvatsko  | 90               | 0                | 1:2               |
| Itálie       | MS 2002 | 3 zápas ve skupině | 13. 6. | Mexiko      | 90               | 0                | 1:1               |
| Itálie       | ME 2004 | 1 zápas ve skupině | 14. 6. | Dánsko      | 90               | 0                | 0:0               |
| Itálie       | ME 2004 | 2 zápas ve skupině | 18. 6. | Švédsko     | 90               | 0                | 1:1               |
| Itálie       | MS 2006 | 1 zápas ve skupině | 12. 6. | Ghana       | 90               | 0                | 2:0               |
| Itálie       | MS 2006 | 2 zápas ve skupině | 17. 6. | USA         | 90               | 0                | 1:1               |
| Itálie       | MS 2006 | 3 zápas ve skupině | 22. 6. | Česko       | 90               | 0                | 2:0               |
| Itálie       | MS 2006 | Osmifinále         | 26. 6. | Austrálie   | 90               | 0                | 1:0               |
| Itálie       | MS 2006 | Čtvrtfinále        | 30. 6. | Ukrajina    | 90               | 0                | 3:0               |
| Itálie       | MS 2006 | Semifinále         | 4. 7.  | Německo     | 120              | 0                | 2:0 v (prodl.)    |
| Itálie       | MS 2006 | Finále             | 9. 7.  | Francie     | 103              | 0                | 1:1 (5:3 na pen.) |
| Itálie       | MS 2010 | 1 zápas ve skupině | 14. 6. | Paraguay    | 90               | 0                | 1:1               |
| Itálie       | MS 2010 | 2 zápas ve skupině | 20. 6. | Nový Zéland | 90               | 0                | 1:1               |
| Itálie       | MS 2010 | 3 zápas ve skupině | 24. 6. | Slovensko   | 90               | 0                | 2:3               |

### Reprezentační branky
| Gól | Datum       | Stadion                                  | Soupeř      | Skóre | Výsledek | Soutěž           |
| --- | ----------- | ---------------------------------------- | ----------- | ----- | -------- | ---------------- |
| 010 | 30. 5. 2004 | Stade Olympique de Radès, Tunis, Tunisko | Tunisko     | 0:2   | 0:4      | Přátelské utkání |
| 02  | 6. 2. 2008  | Letzigrund, Curych, Švýcarsko            | Portugalsko | 2:0   | 3:1      | Přátelské utkání |

## Trenérská statistika
| Sezóna               | Klub                 | Liga                 | Liga   | Liga  | Liga   | Liga   | Liga                              | Národní poháry | Národní poháry | Národní poháry | Národní poháry | Národní poháry | Národní poháry | Kontinentální poháry | Kontinentální poháry | Kontinentální poháry | Kontinentální poháry | Kontinentální poháry | Kontinentální poháry | Celkem | Celkem | Celkem | Celkem |
| Sezóna               | Klub                 | Soutěž               | Zápasy | Výhry | Remízy | Prohry | Umístění                          | Soutěž         | Zápasy         | Výhry          | Remízy         | Prohry         | Úspěch         | Soutěž               | Zápasy               | Výhry                | Remízy               | Prohry               | Úspěch               | Zápasy | Výhry  | Remízy | Prohry |
| -------------------- | -------------------- | -------------------- | ------ | ----- | ------ | ------ | --------------------------------- | -------------- | -------------- | -------------- | -------------- | -------------- | -------------- | -------------------- | -------------------- | -------------------- | -------------------- | -------------------- | -------------------- | ------ | ------ | ------ | ------ |
| 2015                 | Evergrande           | CSL                  | 13     | 7     | 5      | 1      | Propuštěn                         | ČP+ČS          | 1+1            | 0              | 0+1            | 1              | -              | LM AFC               | 8                    | 4                    | 1                    | 3                    | -                    | 23     | 11     | 7      | 5      |
| 2015/16              | Al-Nassr             | SPL                  | 12     | 4     | 5      | 3      | Nastoupil v říj., 8. místo        | SP             | 1              | 1              | 0              | 0              | -              | -                    | 0                    | 0                    | 0                    | 0                    | -                    | 13     | 5      | 5      | 3      |
| 2016                 | Tchien-ťin           | CLO                  | 18     | 14    | 1      | 3      | Nastoupil v ?, 1. místo (postup)  | ČP             | 3              | 1              | 0              | 2              | -              | -                    | 0                    | 0                    | 0                    | 0                    | -                    | 21     | 15     | 1      | 5      |
| 2017                 | Tchien-ťin           | CSL                  | 30     | 15    | 9      | 6      | Bronzová medaile                  | ČP             | 4              | 3              | 0              | 1              | -              | -                    | 0                    | 0                    | 0                    | 0                    | -                    | 34     | 18     | 9      | 7      |
| Celkem za Tchien-ťin | Celkem za Tchien-ťin | Celkem za Tchien-ťin | 48     | 29    | 10     | 9      | -                                 | -              | 7              | 4              | 0              | 3              | -              | -                    | 0                    | 0                    | 0                    | 0                    | -                    | 55     | 33     | 10     | 12     |
| 2018                 | Evergrande           | CSL                  | 30     | 20    | 3      | 7      | Stříbrná medaile                  | ČP+ČS          | 2+1            | 1+1            | 1+0            | 0              | -              | LM AFC               | 8                    | 3                    | 5                    | 0                    | -                    | 41     | 25     | 9      | 7      |
| 2019                 | Evergrande           | CSL                  | 30     | 23    | 3      | 4      | Zlatá medaile                     | ČP             | 3              | 2              | 0              | 1              | -              | LM AFC               | 12                   | 4                    | 3                    | 5                    | -                    | 45     | 29     | 6      | 10     |
| 2020                 | Evergrande           | CSL                  | 22     | 16    | 3      | 3      | Stříbrná medaile                  | ČP             | 2              | 1              | 0              | 1              | -              | LM AFC               | 4                    | 1                    | 2                    | 1                    | -                    | 28     | 18     | 5      | 5      |
| 2021                 | Evergrande           | CSL                  | 14     | 9     | 3      | 2      | Propuštěn                         | ČP             | 0              | 0              | 0              | 0              | -              | LM AFC               | 5                    | 0                    | 0                    | 5                    | -                    | 19     | 9      | 3      | 7      |
| Celkem za Evergrande | Celkem za Evergrande | Celkem za Evergrande | 109    | 75    | 17     | 17     | -                                 | -              | 10             | 5              | 2              | 3              | -              | -                    | 37                   | 12                   | 11                   | 14                   | -                    | 156    | 92     | 30     | 34     |
| 2022/23              | Benevento            | Serie B              | 17     | 3     | 7      | 7      | Nastoupil v září Propuštěn v úno. | -              | 0              | 0              | 0              | 0              | -              | -                    | 0                    | 0                    | 0                    | 0                    | -                    | 17     | 3      | 7      | 7      |
| 2024                 | Udinese              | Serie A              | 6      | 2     | 3      | 1      | Nastoupil v dub. 15. místo        | -              | 0              | 0              | 0              | 0              | -              | -                    | 0                    | 0                    | 0                    | 0                    | -                    | 6      | 2      | 3      | 1      |
| Celkově              | Celkově              | Celkově              | 192    | 113   | 42     | 37     | -                                 | -              | 18             | 10             | 2              | 6              | -              | -                    | 37                   | 12                   | 11                   | 14                   | -                    | 247    | 135    | 55     | 57     |

## Úspěchy

### Hráčské

#### Klubové

##### Národní
- vítěz španělské ligy (2x)

Real Madrid: 2006/07, 2007/08
- vítěz italského poháru (2x)

Parma: 1998/99, 2001/02
- vítěz italského superpoháru (1x)

Parma: 1999
- vítěz španělského superpoháru (1x)

Real Madrid: 2008

##### Kontinentální
- vítěz Poháru UEFA (1x)

Parma: 1998/99

#### Reprezentační
- 4× na MS (1998, 2002, 2006 - zlato, 2010)
- 2× na ME (2000 - stříbro, 2004)
- 1× na OH (1996)
- 1× na Konfederačním poháru (2009)
- 2× na ME U21 (1994 - zlato, 1996 - zlato)

#### Individuální
- Zlatý míč (2006)
- Fotbalista roku (FIFA) (2006)
- Nejlepší hráč na MS (2006)
- All Stars Team na MS (2006)
- All Stars Team na ME (2000)
- All Stars Team na ME U21 (1996)
- All Stars Team roku UEFA (2006)
- All Stars Team podle ESM (2004/05)
- FIFA FIFPro World XI (2006, 2007)
- člen síně slávy italského fotbalu (2014)
- kandidát na Zlatý míč – nejlepší tým (4. místo mezi středními obránci)

### Trenérské
- vítěz čínské ligy (1x)

Evergrande: 2019
- vítěz 2. čínské ligy (1x)

Tchien-ťin: 2016
- vítěz čínského superpoháru (1x)

Evergrande: 2019

### Vyznamenání
Řád zásluh o Italskou republiku (12. 7. 2000) z podnětu Prezidenta Itálie  

 Zlatý límec za sportovní zásluhy (23. 10. 2006)  

 Řád zásluh o Italskou republiku (12. 12. 2006) z podnětu Prezidenta Itálie  

 Řád zásluh o Italskou republiku (30. 12. 2020) z podnětu Prezidenta Itálie  